# Gharb-Chrarda-Beni Hssen
A região de Gharb-Chrarda-Beni Hssen (em árabe: الغرب شراردة بني حسين) é uma das regiões do Marrocos. Sua capital é a cidade de Kenitra. Está situada no noroeste do país. A sua superfície é de 8 805 km² e segundo o censo de 2004 tinha uma população de 1 859 540 habitantes.
A região é composta pelas seguintes províncias:
- Província de Kenitra
- Província de Sidi Kacem

## Ver também

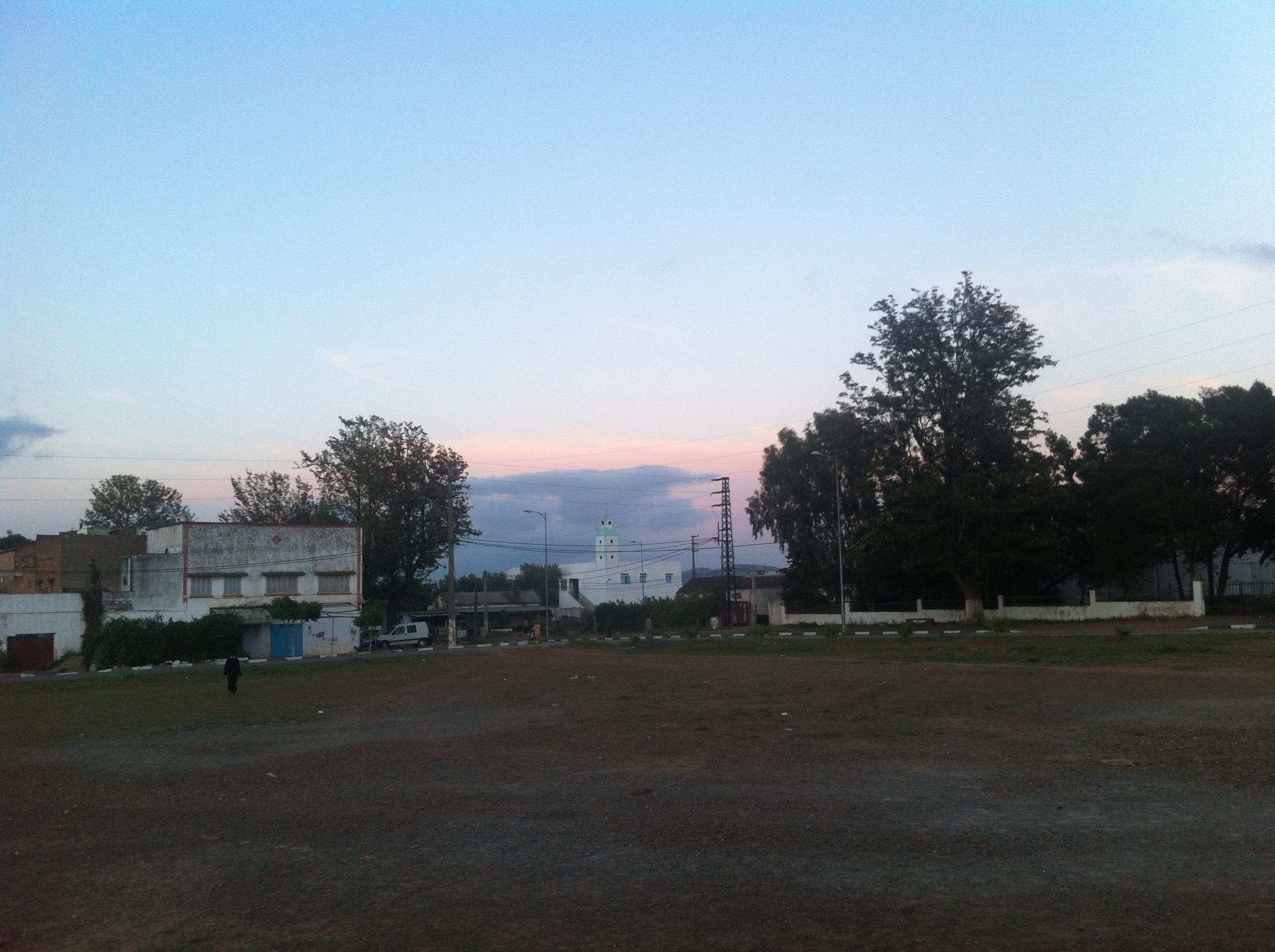
Arbaoua